# 1969 Alain
1969 Alain (1935 CG) là một tiểu hành tinh vành đai chính được phát hiện ngày 3 tháng 2 năm 1935 bởi Sylvain Julien Victor Arend ở Uccle.